# 法蔵 (唐)
法蔵（ほうぞう、貞観17年12月2日（644年1月17日） - 先天元年11月24日（712年12月26日））は、中国華厳宗の第三祖とされる僧。長安の出身。俗姓は康。先祖は康居の人でいた。賢首大師、香象大師などの呼び名がある。

## 略歴
康徳啓の子として生まれた。智儼（ちごん）に華厳経を学び、咸亨元年（670年）勅命を受けて出家した。武則天の庇護を受けて華厳教学を宣揚し、華厳教学の実質的な大成者となった。また、実叉難陀の華厳経80巻の訳出や義浄の訳経などに関与した。弟子には文超・慧苑などがいる。

## 著書
- 華厳経探玄記
- 華厳五教章
- 華厳経伝記

など